# Basil MacLear
Pour les articles homonymes, voir Maclear.

a Compétitions nationales et continentales officielles uniquement.

b Matchs officiels uniquement.
Dernière mise à jour le 26 février 2023.
Basil MacLear, né le 7 avril 1881 à Portsmouth en Angleterre et mort le 24 mai 1915 à Ypres, est un joueur de l'équipe nationale de rugby à XV d'Irlande. Il jouait au poste de centre ou d'ailier.

## Biographie
Ce fils de médecin de Bedford est affecté par l’armée britannique à Fermoyd, dans le comté de Cork.
Il connaît alors sa première cape internationale à l’occasion d’un test match le 11 février 1905 contre l'Angleterre et il connaît sa dernière cape internationale le 9 mars 1907 contre le Pays de Galles. Il dispute 3 matchs contre l'Angleterre pour autant de victoires.
Il connaît 11 sélections avec l'Irlande, il inscrit 4 essais, 3 transformations, soit 18 points.
Lors de la Première Guerre mondiale, il sert comme capitaine au sein des Fusiliers Royaux de Dublin. Il meurt le 24 mai 1915 lors de la seconde bataille d'Ypres. Son corps ne fut pas retrouvé. Son nom est mentionné au mémorial de la Porte de Menin.
Il intronisé au Temple de la renommée World Rugby en 2015.

## Palmarès

### Avec l'Irlande
- 11 sélections avec l'équipe d'Irlande
- 4 essais, 3 transformations
- 18 points
- Sélections par années : 4 en 1905, 4 en 1906, 3 en 1907
- Tournois britanniques disputés : 1905, 1906, 1907